# Kulturåret 1784

## Händelser
- 29 oktober – Carl Magnus Envallssons pjäs Gustaf Ericsson i Dalarne har urpremiär på Svenska comediehuset i Stockholm [1].

Okänt datum
- Stenborgs Teater invigs.
- Spektakelhuset i Karlskrona invigs.
- Spektakelhuset i Gävle invigs.
- Sophie Hus engageras vid franska teatern i Stockholm.
- Ulrika Drufva väljs in som ledamot i Konstakademien

## Nya verk
- Året 1783 av Bengt Lidner

## Födda
- 5 april – Ludwig Spohr (död 1859), tysk tonsättare och violinist.
- 14 juni – Francesco Morlacchi (död 1841), italiensk tonsättare.
- 21 augusti – Charlotta Berger (död 1852), svensk författare och sångtextförfattare.
- 23 augusti – Henriette Löfman (död 1836), svensk tonsättare.
- 7 november – Friedrich Wilhelm Kalkbrenner (död 1849), tysk pianist och kompositör.
- 21 november – Gustaf Wilhelm Finnberg (död 1833), finländsk-svensk målare.
- okänt datum – Jeanette Wässelius (död 1853), svensk operasångare, ledamot av Musikaliska Akademien.

## Avlidna
- 14 februari – Charlotta Löfgren (född 1720), svensk poet.
- 1 juli – Wilhelm Friedemann Bach (född 1710), tysk kompositör och organist.
- 30 juli – Denis Diderot (född 1713), fransk författare och filosof.